# Великовисторопська сільська рада
Великовисторопська сільська́ ра́да — колишній орган місцевого самоврядування в Лебединському районі Сумської області. Адміністративний центр — село Великий Вистороп.

## Загальні відомості
- Населення ради: 1 015 осіб (станом на 2001 рік)

## Населені пункти
Сільській раді були підпорядковані населені пункти:
- с. Великий Вистороп
- с. Переліски
- с. Супруни

### Колишні населені пункти
- с. Грядки
- с. Лісне
- с. Молочне

## Склад ради
Рада складалася з 12 депутатів та голови.
- Голова ради: Зінченко Світлана Олександрівна

### Керівний склад попередніх скликань
| Прізвище, ім'я, по батькові     | Основні відомості                                                 | Дата обрання | Дата звільнення |
| ------------------------------- | ----------------------------------------------------------------- | ------------ | --------------- |
| Босенко Микола Васильович       | Сільський голова, 1951 року народження, безпартійний              | 26.03.2006   | 31.10.2010      |
| Коваленко Олена Василівна       | Сільський голова, 1966 року народження, освіта вища, позапартійна | 31.10.2010   | 11.11.2015      |
| Зінченко Світлана Олександрівна | Сільський голова ,1976 року народження , освіта вища,позапартійна | 11.11.2015   |                 |

Примітка: таблиця складена за даними сайту Верховної Ради України